# Roman Zozulya (gymnastique)
Roman Zozulya (né le 22 juin 1979 à Zaporijjia, en Ukraine) est un gymnaste ukrainien.
Il représente l'Ukraine aux Jeux olympiques de 2000 et de 2004 où il remporte une médaille d'argent par équipe. Il remporte l'agrès des barres parallèles lors des Championnats d'Europe de gymnastique artistique masculine 2004.